# 1-я резервная авиационная группа
1-я резервная авиационная группа — оперативная авиационная группа в Великой Отечественной войне, созданная для решения оперативных (оперативно-тактических) задач самостоятельно и в составе фронтов во взаимодействии с войсками (силами) и средствами других видов вооружённых сил (родов войск (сил)) в операциях сухопутных войск и военно-морских сил.

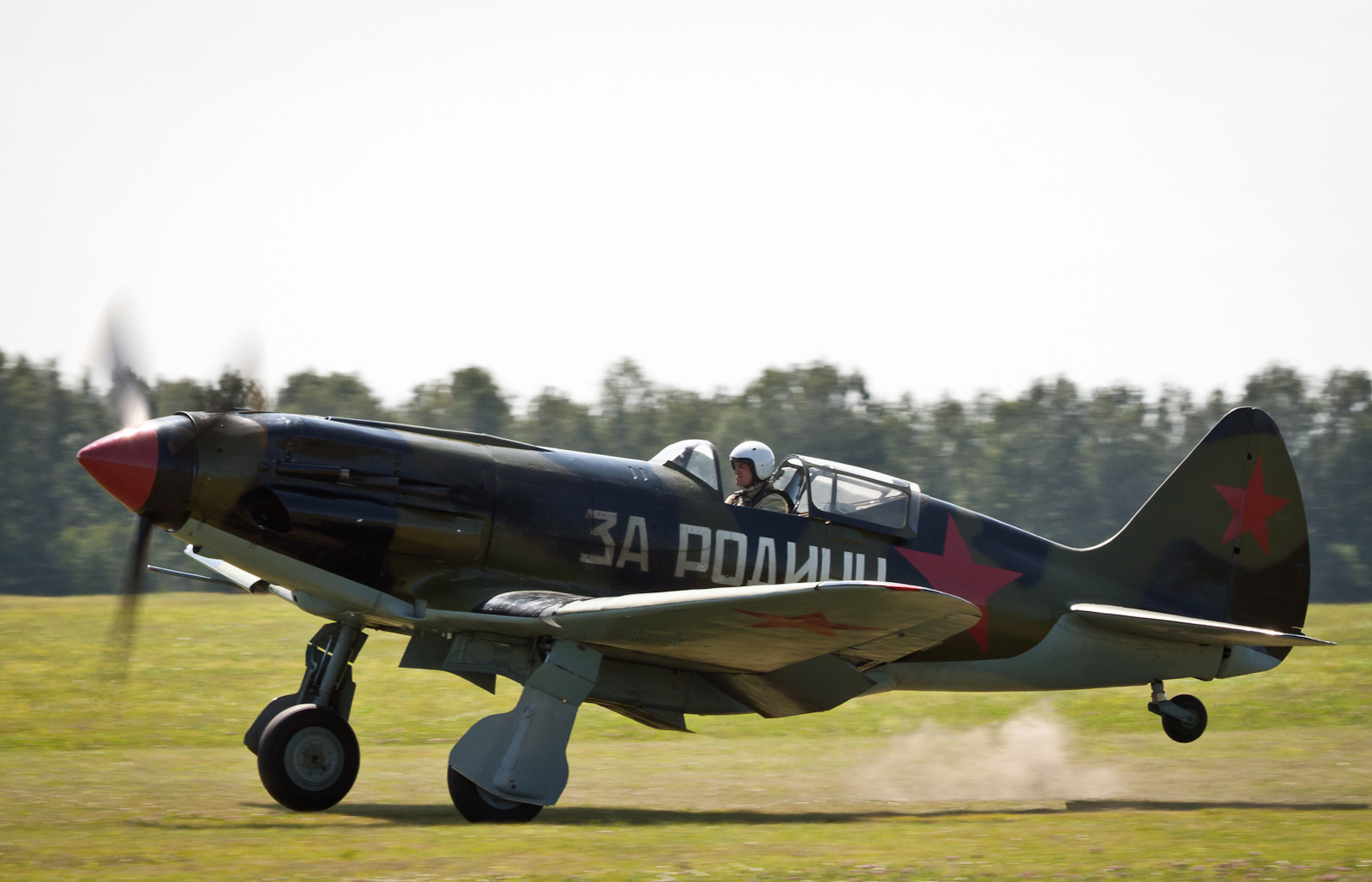
Самолёт группы МиГ-3

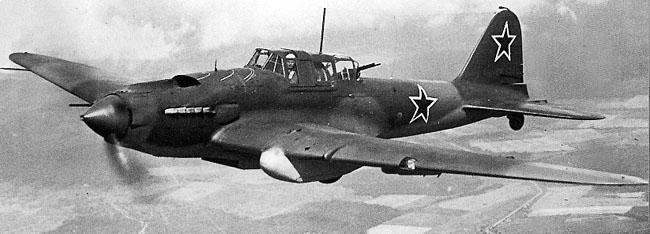
самолёт группы Ил-2

## Создание группы
1-я резервная авиационная группа сформирована 21 августа 1941 года на основании Приказа НКО на базе управления 9-й смешанной авиационной дивизии. Приказом ВВС № 0087 от 21.08.1941 г. предписывалось сформировать авиагруппу в составе 215-го штурмового авиационного полка, 99-го ближнебомбардировочного полка, 217-го и 31-го истребительных авиационных полков. Всего на 30 августа в составе группы насчитывалось 95 самолётов.

## Переформирование группы
1-я резервная группа 17 октября 1941 года была обращена на формирование Военно-воздушных сил Калининского фронта.

## В действующей армии
В составе действующей армии:
- с 21 августа 1941 года по 8 октября 1941 года.

## Командир группы
- Полковник Трифонов Николай Константинович[3] — с 21 августа 1941 года по 17 октября 1941 года. Проявил себя решительным и смелым командиром, за что был выдвинут на должность командующего ВВС Калининского фронта.

## В составе соединений и объединений
| Период        | Фронт (округ)                  | армия                    | примечание      |
| ------------- | ------------------------------ | ------------------------ | --------------- |
| 21.08.1941 г. | Дальнебомбардировочная авиация |                          |                 |
| 11.09.1941 г. | Юго-Западный фронт             | ВВС Юго-Западного фронта |                 |
| 08.10.1941 г. | Резерв Ставки ВГК              | авиация Ставки ВГК       |                 |
| 17.10.1941 г. | Резерв Ставки ВГК              | авиация Ставки ВГК       | переформирована |

## Состав
| Период                        | Части                                           | Примечание                                                  |
| ----------------------------- | ----------------------------------------------- | ----------------------------------------------------------- |
| 22.08.1941 г. — 05.10.1941 г. | 31-й истребительный авиационный полк            | МиГ-3, убыл в 4-й зиап                                      |
| 13.08.1941 г. — 06.10.1941 г. | 49-й истребительный авиационный полк            | МиГ-3, убыл в 6-й зиап                                      |
| 21.08.1941 г. — 31.08.1941 г. | 237-й истребительный авиационный полк           | Як-1, в прямом подчинении командования ВВС Брянского фронта |
| 21.08.1941 г. — 08.10.1941 г. | 99-й ближнебомбардировочный авиационный полк    | СБ                                                          |
| 21.08.1941 г. — 08.10.1941 г. | 135-й ближний бомбардировочный авиационный полк | Су-2                                                        |
| 22.08.1941 г. — 08.10.1941 г. | 217-й штурмовой авиационный полк                | Ил-2, к 12.09 осталось 2 неисправных Ил-2                   |
| 06.09.1941 г. — 05.10.1941 г. | 241-й штурмовой авиационный полк                | Липовая Долина, 20 Ил-2, к 12.09 осталось 7 Ил-2            |
| 07.09.1941 г. — 05.10.1941 г. | 503-й штурмовой авиационный полк                | Плетнёво, 20 Ил-2, 12.09 осталось 5 Ил-2 и 1 неисправных    |

## Участие в операциях и битвах

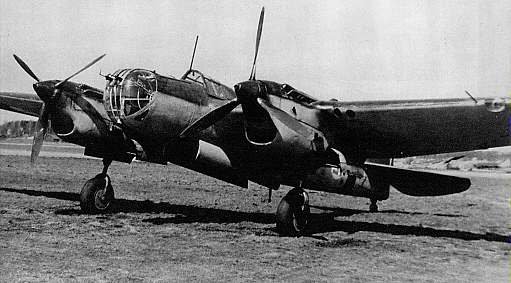
Самолёт группы СБ

- Рославльско-Новозыбковская наступательная операция  — с 25 августа 1941 года по 15 сентября 1941 года.
- Донбасская операция — с 29 сентября 1941 года по 17 октября 1941 года.